# Heriberto Mariezcurrena
Heriberto Mariezcurrena, né à Gérone le 17 juin 1847 et mort à Barcelone le 30 mai 1898, est un graveur et photographe catalan de nationalité espagnole, actif à Barcelone.

## Biographie

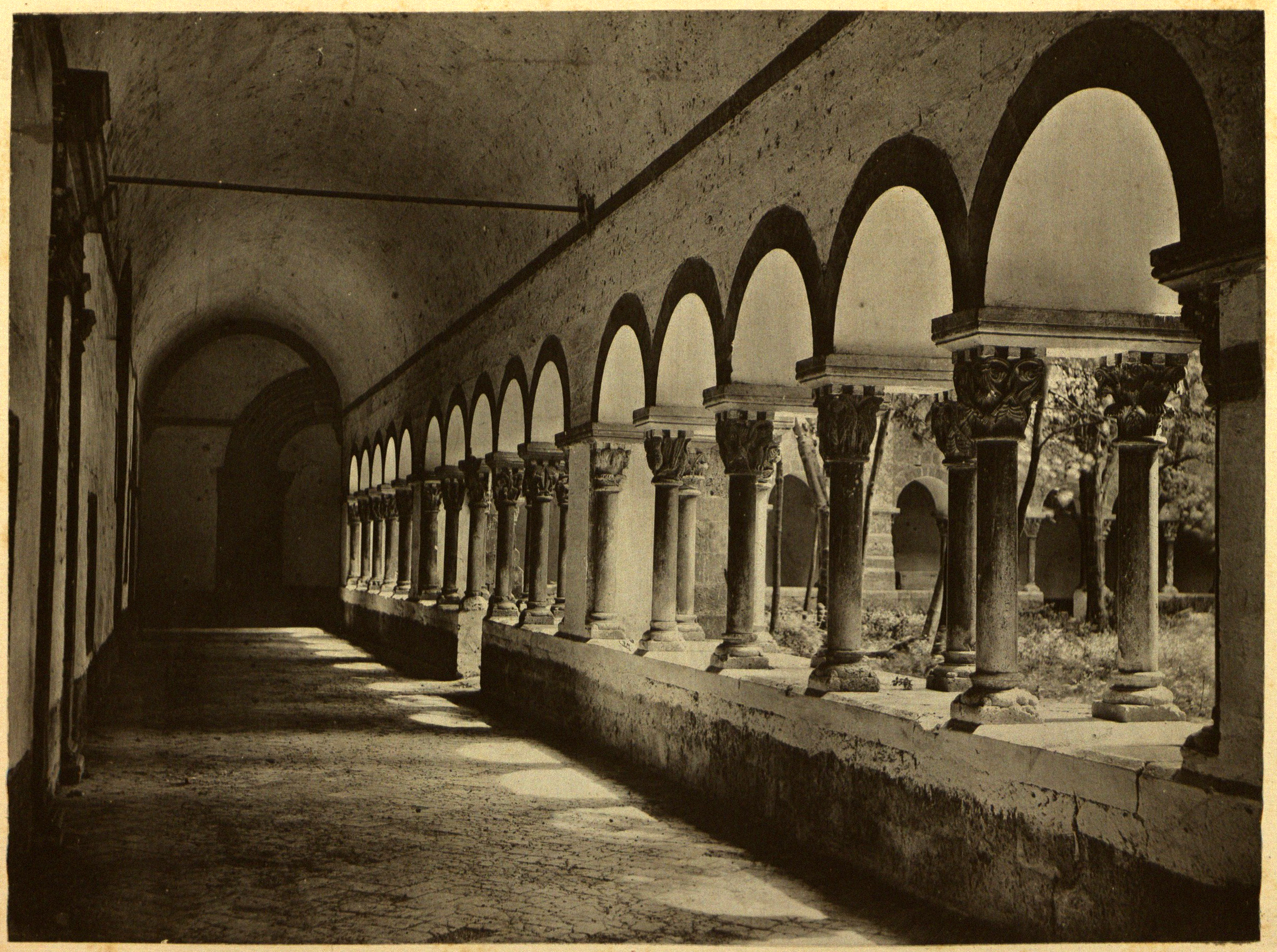
Cloître du Monastère Sant Cugat à Sant Cugat del Vallès, photographie, vers 1878.

Heribert Mariezcurrena i Corrons est né à Gérone le 17 juin 1847. Il se forme à la gravure dans l'atelier de son père Ignasi Mariezcurrena
Mariezcurrena s'installe à Barcelone ; il est l'un des fondateurs en 1876, avec Joseph Thomas y Bigas (es), Miquel Joarizti Lasarte (ca) et Josep Serra i Pausas, de la Societat Heliogràfica Espanyola et se rend à deux reprises à Paris pour perfectionner la technique héliographique et se former à la photogravure dans l'atelier de Charles Gillot. Il participe à l'élaboration de l'Album Pintoresch-Monumental de Catalunya, publié par l'Association catalaniste des excursions scientifiques, dont il était membre. 
En 1870, il ouvre un atelier de photographie sous le nom de "Fotografia Catalana". En 1884, Lluís Tasso i Serra, éditeur de la revue La Ilustración. Revista hispano-americana, l'envoie effectuer un reportage photographique sur les tremblements de terre qui avaient eu lieu à Mlaga et Grenade.

## Publications
- (ca) « La fotografía. Son passat, son present, son porvenir », La Renaixensa,‎ décembre 1878.